# 卡爾霍恩縣 (西維吉尼亞州)
卡爾霍恩縣（英語：Calhoun County）是美国西維吉尼亞州中西部的一個縣，面積727平方公里。根據2020年美國人口普查統計，共有人口6,229人。縣治格蘭茨維爾（Grantsville）。該縣成立於1856年3月5日，縣名紀念曾任兩屆美国副总统的約翰·C·卡爾霍恩（John Caldwell Calhoun）。